# König von Hannover (Gasthof)

Der Gasthof König von Hannover 1825 links der Hildesheimer Straße im Verlauf der heutigen Höltystraße;
Tuschzeichnung von 1825, unbekannter Künstler; Original im Besitz des Historischen Museums Hannover

König von Hannover war der Name eines Gasthofes außerhalb der historischen Tore der Stadt Hannover. Das teils aus mehrgeschossigen Fachwerkhäusern bestehende Anwesen direkt neben dem katholischen und dem Soldatenfriedhof ging aus einer Schenkung des Landesherrn im 17. Jahrhundert hervor. Vom Lande kommend, fanden Reisende den staatlichen Gasthof am Beginn der Höltystraße, bevor über diese dort der neue Verlauf der Hildesheimer Straße angelegt wurde.

## Geschichte

Die barocke Gartenanlage parallel entlang des Katholischen Kirchhofs und der Soldaten Kirchhof südöstlich vor der Aegidienneustadt;
Plan von Hannover und Umgebung (Ausschnitt) der Inspektoren Pentz und Bennefeld (Ausschnitt); Kupferstich von 1807 von Franz in Berlin

Nach dem Dreißigjährigen Krieg konnte die katholische Gemeinde der Calenberger Neustadt im Jahr 1669 einen eigenen Friedhof außerhalb des Aegidientors auf einem Teil des seinerzeit „Patergarten“ Grundstückes anlegen. Hier ließ Herzog Johann Friedrich die Kapuziner-Patres ein Absteige-Haus errichten, das der Kammersekretär Johann Joachim Zeuner später in einer eigenen Zeichnung festhielt. Nachdem die Immobilie von den Geistlichen geräumt worden war, schenkte es Herzog Ernst August der Gräfin von Platen.

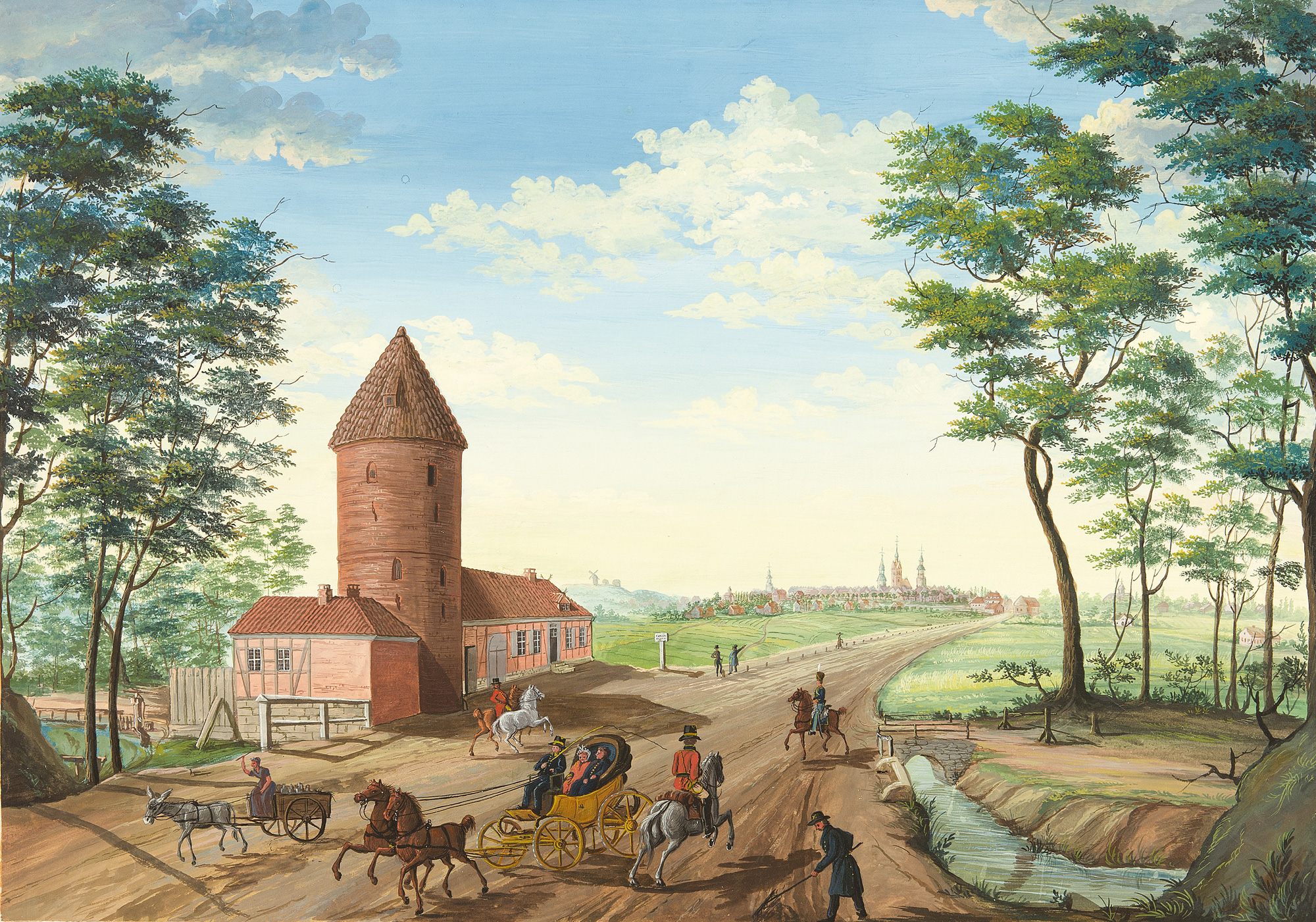
Der König von Hannover, am linken Ende der Hildesheimer Chaussee vor der Stadt Hannover, gesehen vom Döhrener Turm;
Gouache auf Velin, unbekannter Künstler, um 1820

Noch Anfang des 19. Jahrhunderts pflegten mit Pferden und Kutschen Anreisende, die in der Stadt nicht als Ankömmlinge registriert und gemeldet werden wollten, in dem stattlichen Gasthof abzusteigen. Aus dieser Zeit hat sich eine Tuschzeichnung aus dem Jahr 1825 im Historischen Museum Am Hohen Ufer erhalten, das eine belebten Szenerie auf der Landstraße vor dem König von Hannover zeigt.
Ähnlich wie Teile der beiden bis zur Höltystraße reichenden Friedhöfe wurde auch über die Fundamente des Königs von Hannover der neue Verlauf der Hildesheimer Straße angelegt, während noch zur Zeit des Königreichs Hannover im Jahr 1865 der alte Verlauf der Chaussee bis zur Marienstraße in „Höltystraße“ umbenannt wurde.